# 崎嶇峰
69°24′S 39°48′E / 69.400°S 39.800°E
崎嶇峰，是南極洲的山峰，位於毛德皇后地的哈拉爾王子海岸，處於比沃戈薩內峰北端的呂佐夫-霍爾姆灣東岸，海拔高度155米，根據挪威探險隊拍攝的空中照片繪入地圖，現時由南極條約體系管理。

## 外部連結
- 本条目引用的公有领域材料来自美国地质调查局的文档 《崎嶇峰》 （資料來自地名信息系统）。